# Gottfried Merzbacher
Gottfried Merzbacher, född 9 december 1843 i Baiersdorf i Bayern, död 14 april 1926 i München, var en tysk geograf, alpinist och forskningsresande.
Merzbacher var ursprungligen köpman. Han företog från 1888 resor i Nordafrika, Kaukasus, där han 1891-1892 klättrade uppför ett stort antal dittills ouppnådda toppar, och 1902-1903 i Tianshan, varvid hans försök att bestiga Khan Tengri misslyckades. År 1907 undersökte han tillsammans med prins Arnulf av Bayern och geologen Kurt Leuchs det centrala Tianshan, och 1908 utsträckte han tillsammans med geologen Paul Gröber sina forskningar till östra Tianshan, som han i flera riktningar korsade.
Merzbacher redogjorde för sina studier i Aus der Hochregion des Kaukasus (två band, 1901, med karta), Forschungsreise im Tian-Schan (1904 samt supplement 149 i "Petermanns Mitteilungen"), An Expedition into the Central Thian Shan Mountains (1905) samt i "Zeitschrift der Gesellschaft für Erdkunde" (1910). Merzbacher blev hedersdoktor vid Münchens universitet samt titulärprofessor. År 1916 utkom Die Gebirgsgruppe Bogdo-ola. Vid sin död hade Merzbacher nästan fullbordat en karta i 1:100 000 över centrala Tianshan.
Merzbacher har fått den märkliga glaciärsjön Merzbacher-sjön i östra Kirgizistan uppkallad efter sig.